# Растительное молоко

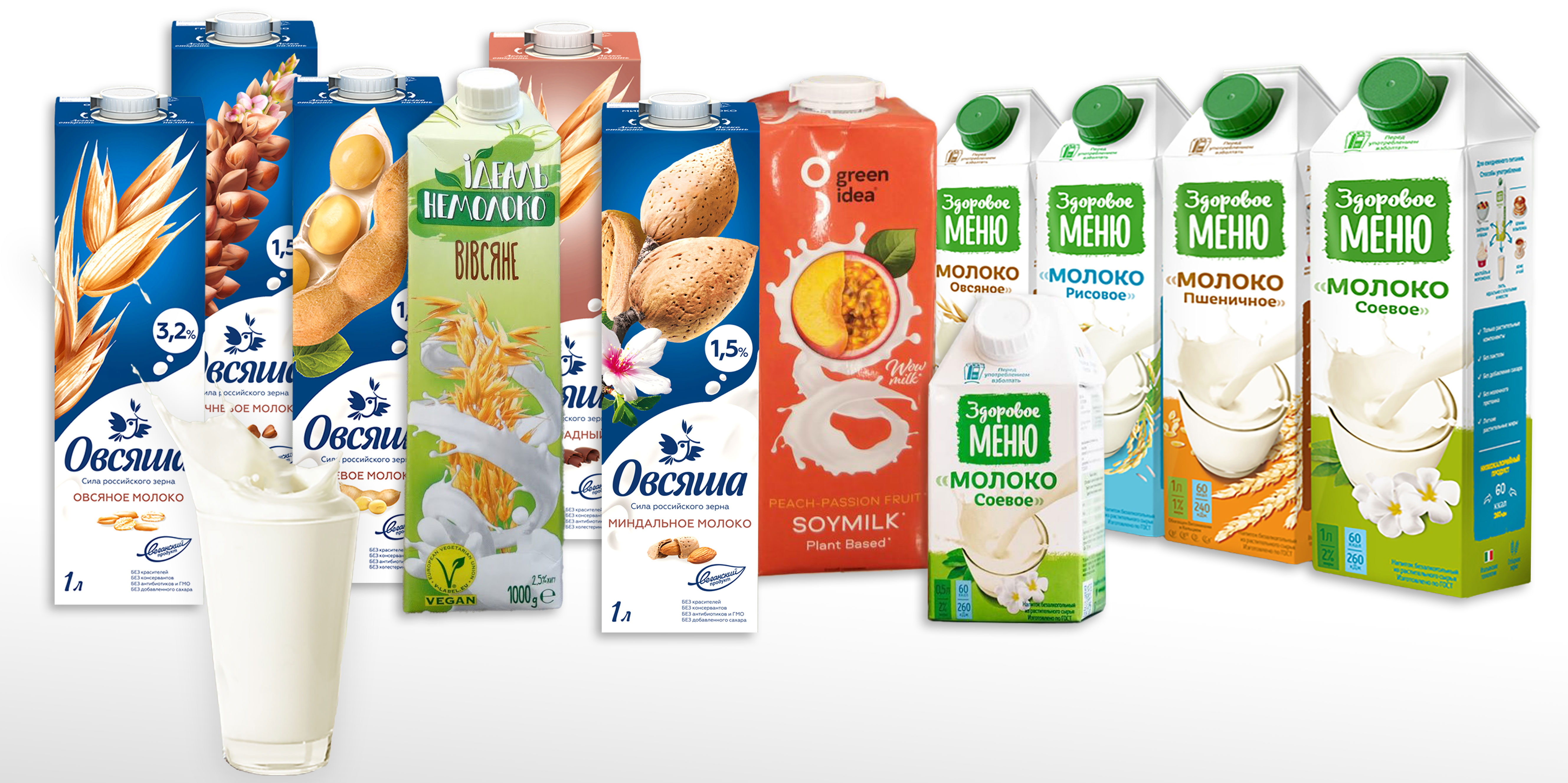
Растительное молоко в упаковке

Расти́тельное молоко́ (лат. Lac pegetabilе), также «молочный напиток» — привычный древний и традиционный диетический пищевой продукт в странах Востока, Азии, Индонезии, доколумбовой Америки, а также некоторых районах Африки, и своеобразный заменитель (суррогат) или альтернатива молоку животного происхождения в современных европейских странах, приготавливаемый из вымоченных и/или пророщенных цельных зёрен (семян) культивируемых человеком и используемых в пищу растений, перетёртых в ступе или разрушенных (взбитых) в блендере с большим количеством воды, с дальнейшим отделением полученной для питья молочно-подобной жидкости от пульпы, толокна и жмыха — процеживанием; является составной частью и основой для разнообразных кулинарных изделий и блюд.

## Историческая справка

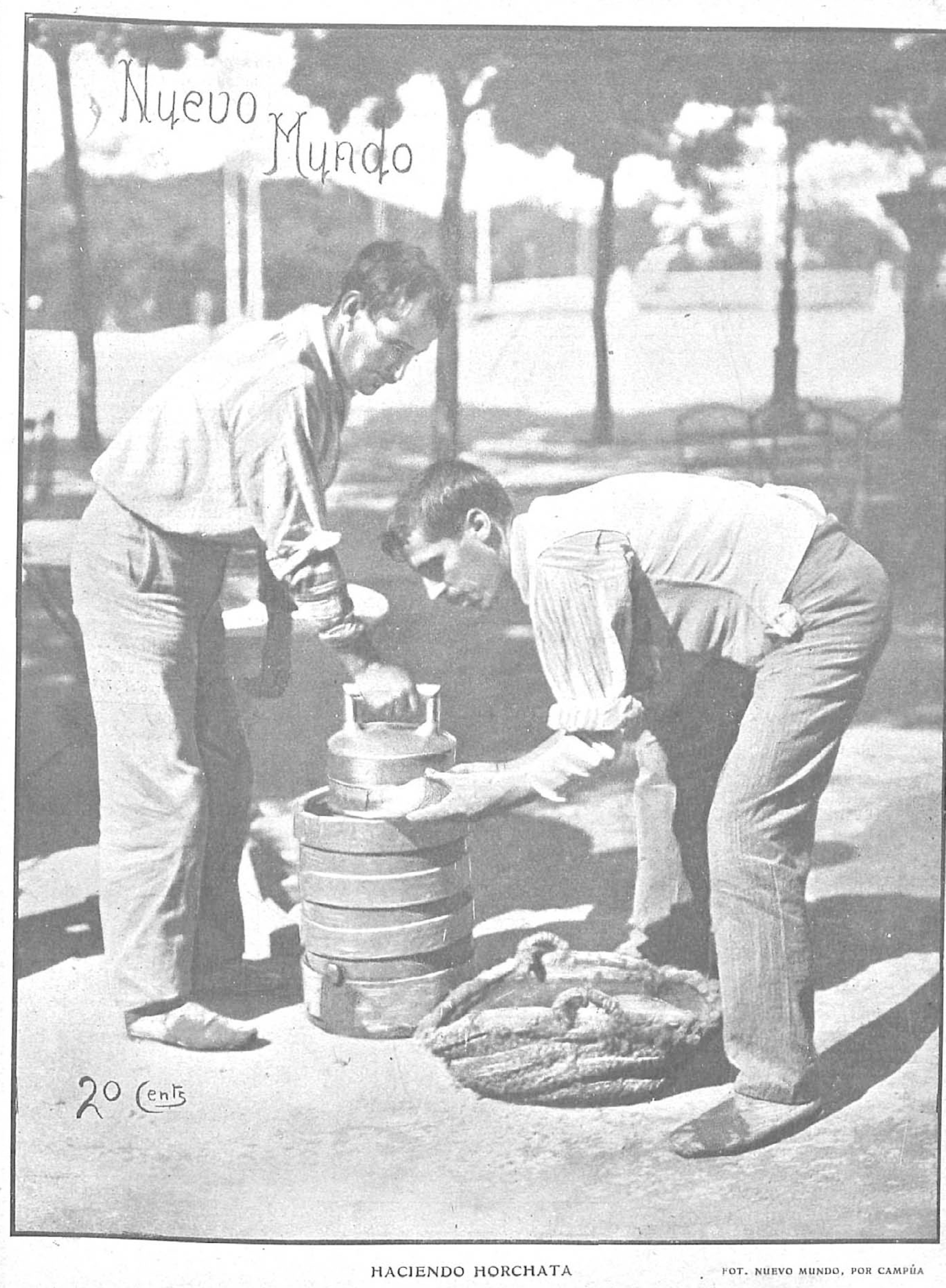
Изготовление орчаты

Сбитни, квасы и иные напитки на натуральной растительной основе, в том числе напоминающие по внешнему виду и консистенции привычное коровье и/или иное «молоко» млекопитающих — в традиционной домашней кухне многих стран и народов, — были известны на протяжении веков и до современного коммерческого производства «растительного молока» из семян бобовых, зерновых, ореховых культур растений и их смесей. Представители вабанакской конфедерации и иных племён северо-американских индейцев на древних землях северо-востока современных Соединённых Штатов производили растительное молоко и детские смеси из зёрен орехов.
На Руси и в Российской империи была известна смесь миндального молока с сахаром и померанцевой или розовой водой под наименованием оршад. Из начавшего бродить растительного молока делали квасы и варили кисели. Латиноамериканский безалкогольный прохладительный напиток орчата (исп. horchata) или оршата (кат. orxata) первоначально был приготовлен в Северной Африке из вымоченных, измельчённых и подслащённых клубней съедобной сыти или земляного миндаля «чуфы» (лат. Cyperus esculentus) — многолетнего растения семейства Осоковые (лат. Cyperaceae), — который распространился в Иберии задолго до X века. Сохранились рецепты XIII века из Леванта, описывающие миндальное молоко. В Китае XIV века готовилось растительное молоко из сои.
В средневековой Англии при изготовлении рисового пудинга также использовалось миндальное молоко, что описано в сборнике способов приготовления еды «The Forme of Cury». Кокосовое молоко и кокосовые сливки являются традиционными ингредиентами в кухнях многих стран мира — например, в Южной и Юго-Восточной Азии, где часто используются при готовке карри.

## Особенности

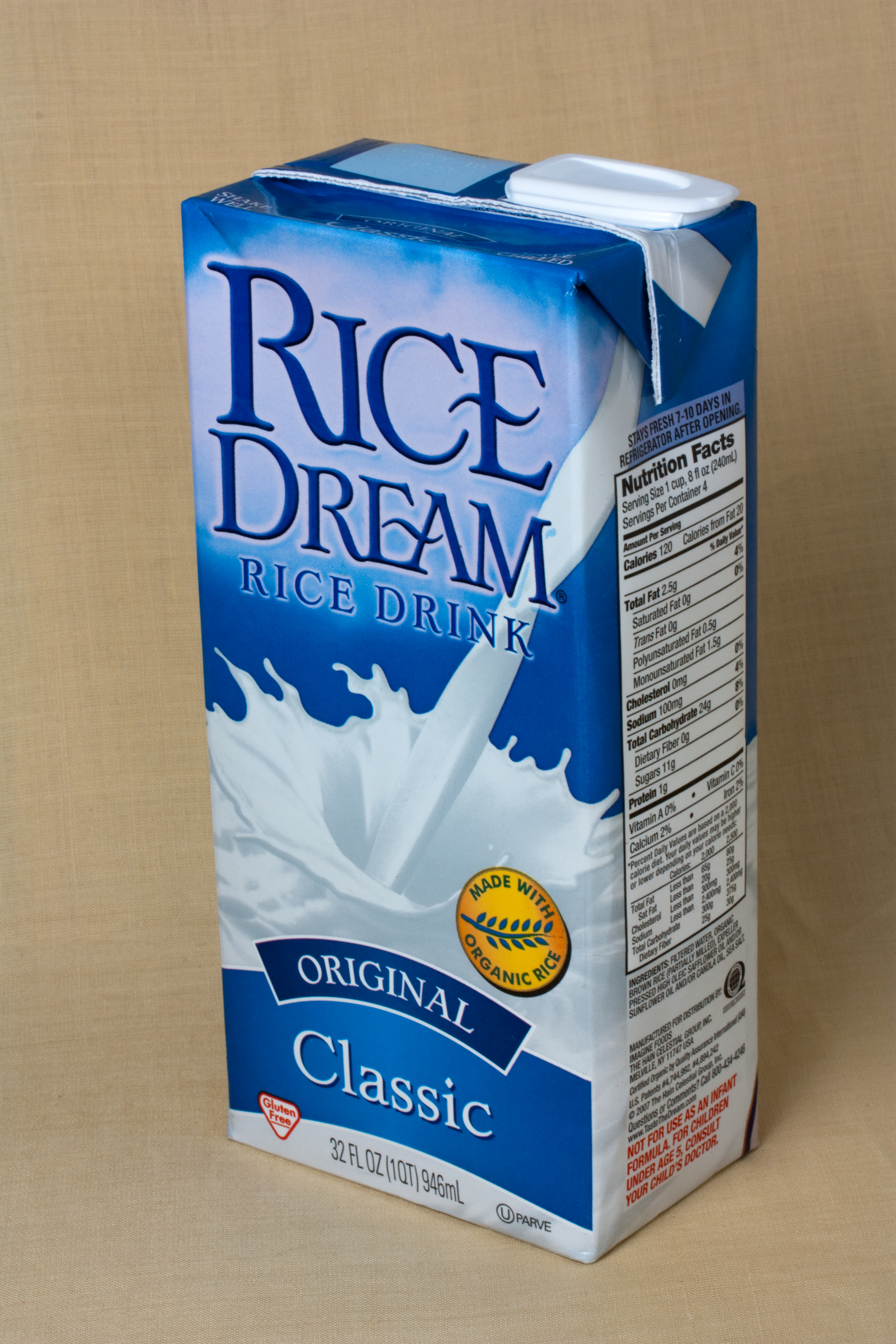
Рисовое молоко в упаковке

Растительное молоко традиционно потребляется во многих странах мира издревле и особенно в тех, где отмечаются высокие показатели непереносимости лактозы. В качестве своеобразного суррогата или заменителя животного молока оно рассматривается лишь в западных странах. Такое молоко имеет мягкую консистенцию и приятный сладковатый привкус, напоминающий вкус основного растительного продукта (ядер орехов, семян, бобов, зерна и т. д.) из которого оно приготовлено, и представляет собой эмульсионно-подобную взвесь в виде своеобразной жидкости светло-кремового молочного цвета. В зависимости от концентрации растительное молоко имеет различную густоту и/или плотность. Кулинарное изделие не является природно-образуемым или естественным и побочным продуктом растительного происхождения, как — к примеру, — молоко животного происхождения, вырабатываемого железами молочной секреции млекопитающих. Это своеобразный суррогат животного молока, который является стабильной эмульсионной смесью растительного масла, воды и белка (лат. Еmulsio). В отличие от плотного и тягучего, горького и зачастую ядовитого млечного сока некоторых растений, которые иногда также именуются «растительным молочком», растительное молоко используется в пищу людей и применяется в качестве основы при приготовлении кулинарных блюд и изделий. По внешнему виду и консистенции растительное молоко напоминает молоко животных, однако имеет своеобразный вкус и запах — свойственный используемым для приготовления питья растительной основы. В отличие от коровьего молока, в растительном молоке нет неусваиваемой многими людьми лактозы, вызывающей аллергические реакции (вздутие живота, диарею и тому подобные неудобства); при отсутствии насыщенных жиров оно также содержит большое количество пищевых волокон и, в отличие от обычного коровьего молока, не приводит к увеличению содержания холестерина в организме. В натуральном растительном молоке много антиоксидантов. Нет необходимости сластить рисовое и овсяное молоко, так как в них много своих углеводов: в коровьем молоке их в два раза меньше.

### Состав и пищевая ценность
Растительное молоко богато естественными минералами, аминокислотами, витаминами, растительными жирами и белками, — содержащимися в семенах злака, из которых готовится питьё, — не подвергшихся распаду при термической обработке.
| Таблица состава и питательной ценности некоторых видов растительного молока по сравнению с коровьим и женским грудным молоком. | Таблица состава и питательной ценности некоторых видов растительного молока по сравнению с коровьим и женским грудным молоком. | Таблица состава и питательной ценности некоторых видов растительного молока по сравнению с коровьим и женским грудным молоком. | Таблица состава и питательной ценности некоторых видов растительного молока по сравнению с коровьим и женским грудным молоком. | Таблица состава и питательной ценности некоторых видов растительного молока по сравнению с коровьим и женским грудным молоком. | Таблица состава и питательной ценности некоторых видов растительного молока по сравнению с коровьим и женским грудным молоком. |
| Питательная ценность на 250 мл                                                                                                 | Натуральное женское молоко | Коровье молоко (сырое) | Соевое молоко (неподслащённое)                                                                                                 | Миндальное молоко (неподслащённое)                                                                                             | Овсяное молоко (неподслащённое)                                                                                                |
| --- | --- | --- | --- | --- | --- |
| Калорийность, кДж (ккал) | 720 (172) | 620 (149) | 330 (80) | 160 (39) | 500 (120) |
| Протеин (гр) | 2.5 | 7.69 | 6.95 | 1.55 | 3 |
| Жиры (гр) | 10.8 | 7.93 | 3.91 | 2.88 | 5 |
| Насыщенные жиры (гр) | 4.9 | 4.55 | 0.5 | 0.21 | 0.5 |
| Углеводы (гр) | 17.0 | 11.71 | 4.23 | 1.52 | 16 |
| Клетчатка (гр) | 0 | 0 | 1.2 | 0 | 2 |
| Сахара (гр) | 17.0 | 12.32 | 1 | 0 | 7 |
| Кальций (мг) | 79 | 276 | 301 | 516 | 350 |
| Калий (мг) | 125 | 322 | 292 | 176 | 389 |
| Натрий (мг) | 42 | 105 | 90 | 186 | 101 |
| Витамин B12 (мкг) | 0.1 | 1.10 | 2.70 | 0 | 1.2 |
| Витамин A (МЕ) | 522 | 395 | 503 | 372 | - |
| Витамин D (МЕ) | 9.8 | 124 | 119 | 110 | - |
| Холестерин (мг) | 34.4 | 24 | 0 | 0 | 0 |

1. 1 2 3 4 5 6 7  Обычно добавляется в растительное молоко, которое естественным образом не содержит значительного количества некоторых питательных веществ.
2. ↑  Обогащение витамином А в США требуется только для обезжиренного молока.
3. ↑  Обогащение молока витамином D в США является обязательным.

## Производство и применение

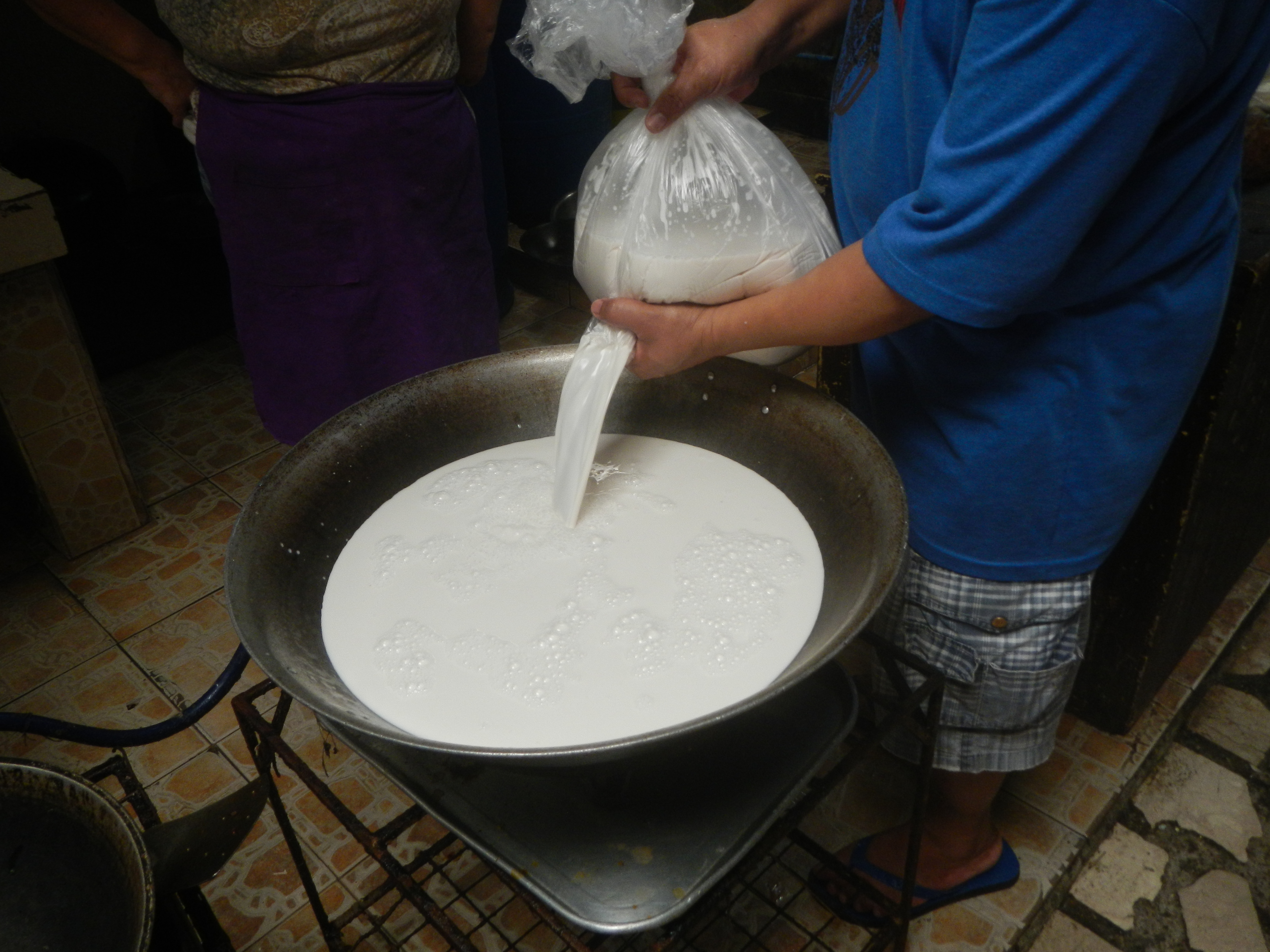
Отделение растительного молока от пульпы

Растительное молоко используют в качестве приготовленного кустарным или промышленным способом напитка в виде молочно-подобной белой эмульсионной взвеси на водной и растительной основе, которое получают путём дробления вымоченных и/или пророщенных семян злакового растения со значительном количеством воды (в зависимости о желаемой концентрации — от ¼ до ⅛ и выше), с последующим очищением полученного полуфабриката от пульпы — осадка из шелухи и нераздробленных твёрдых частиц жмыха, процеживанием. Полученное таким образом питьё употребляется «в сыром виде» или используемом в качестве сырья для дальнейшего приготовления киселей, мороженого, растительных сливок, веганского сыра и лёгкого растительного йогурта, а также иных блюд; пульпа и жмых могут использоваться в качестве заквасок для производства квасов. В основном популярно и используется гурманами, приверженцами вегетарианства (веганами) и людьми с непереносимостью лактозы, вместо коровьего молока. В растительное молоко могут добавляться различные подсластители (мёд, сахар, шоколад и пр.) и ароматизаторы (ягоды, фрукты, ваниль и т. п.), а также — минеральные и витаминные добавки. В связи с тем, что в растительном молоке отсутствует молочный сахар — лактоза, а также — глютен, и ввиду его низкой калорийности, такое «растительное молоко» используется в диетическом питании.

### Промышленно-технологические особенности
В зависимости от исходного материала для производства коммерческого растительного молока, существуют некоторые технологические различия и особенности, однако — общий процесс создания пищевого продукта одинаков, и это: очистка зёрен (семян) от шелухи и загрязнений, замачивание, промывание, измельчение исходного материала для получения суспензии или эмульсии, денатурация ферментов липосидазы для минимизации их влияния на вкус, удаление седиментируемых твёрдых веществ путём фильтрации, добавление воды и подсластителей для улучшения вкуса и аромата, возможное обогащение витаминами и микроэлементами, пастеризация, гомогенизация, упаковка, маркировка и хранение при 1 °C для транспортировки в торговую сеть. Фактическое содержание выделенного растения в коммерческом растительном молоке может составлять всего около 2 %.

### Растительное молоко в Российской федерации
Потребление растительного молока в России 2020 года составило 97 млн литров, из которых более половины было произведено в Российской федерации. Планируется увеличение потребление растительного молока в РФ до 20 % за период до 2030 года, чему способствует мода на здоровый образ жизни и невысокие требования для выхода на рынок такого товара.

## Типы растительного молока

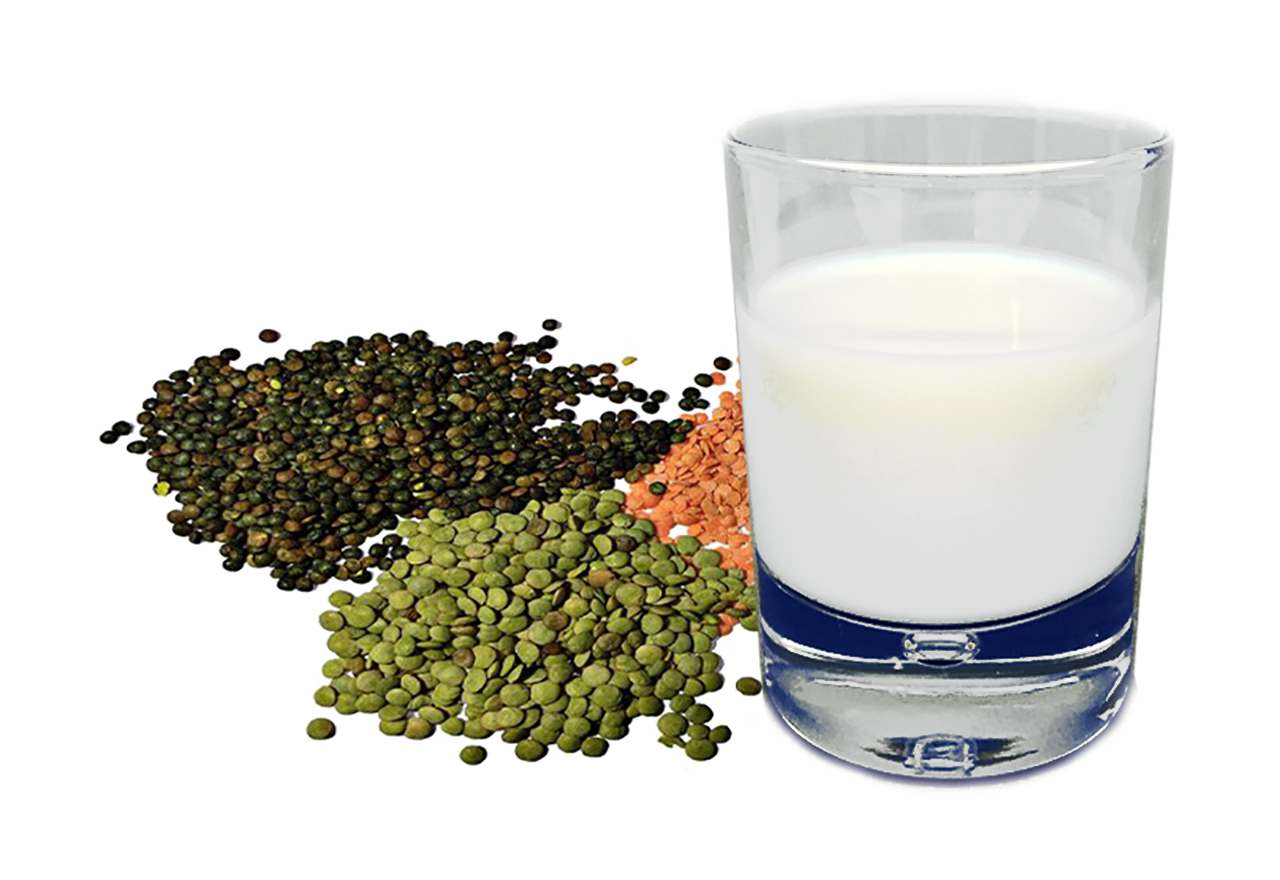
Чечевичное молоко

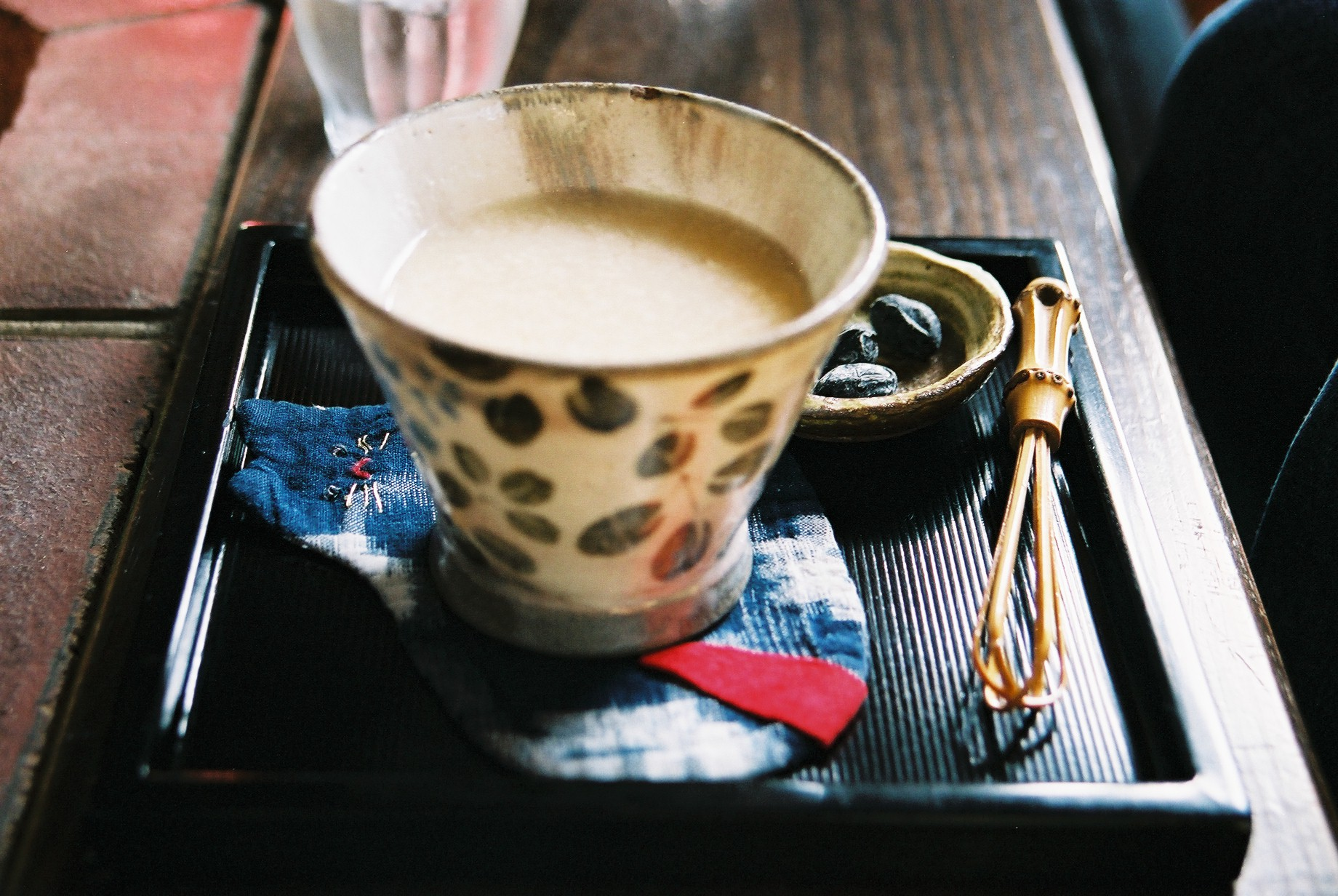
Амадзакэ — японское рисовое молоко.

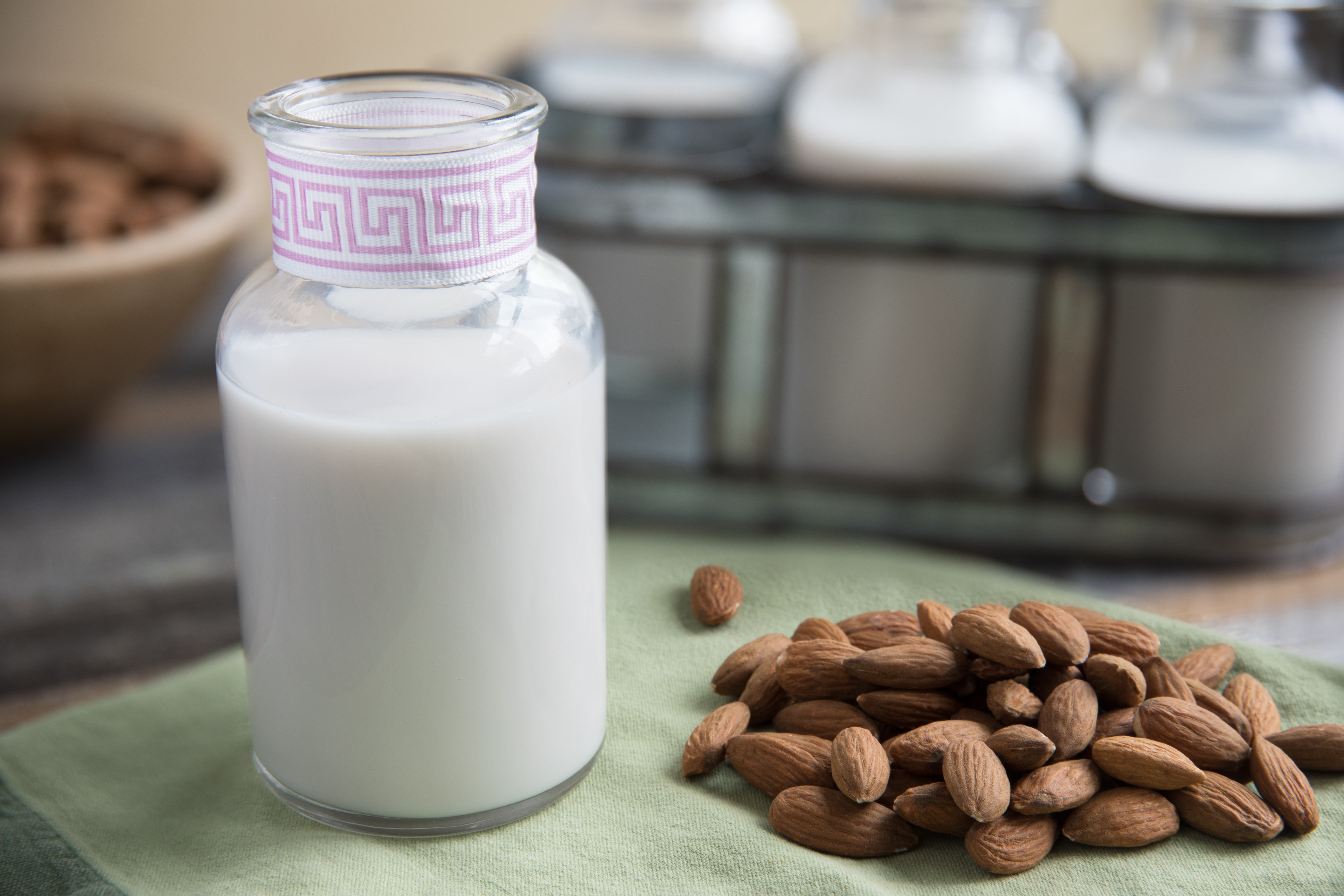
Миндальное молоко

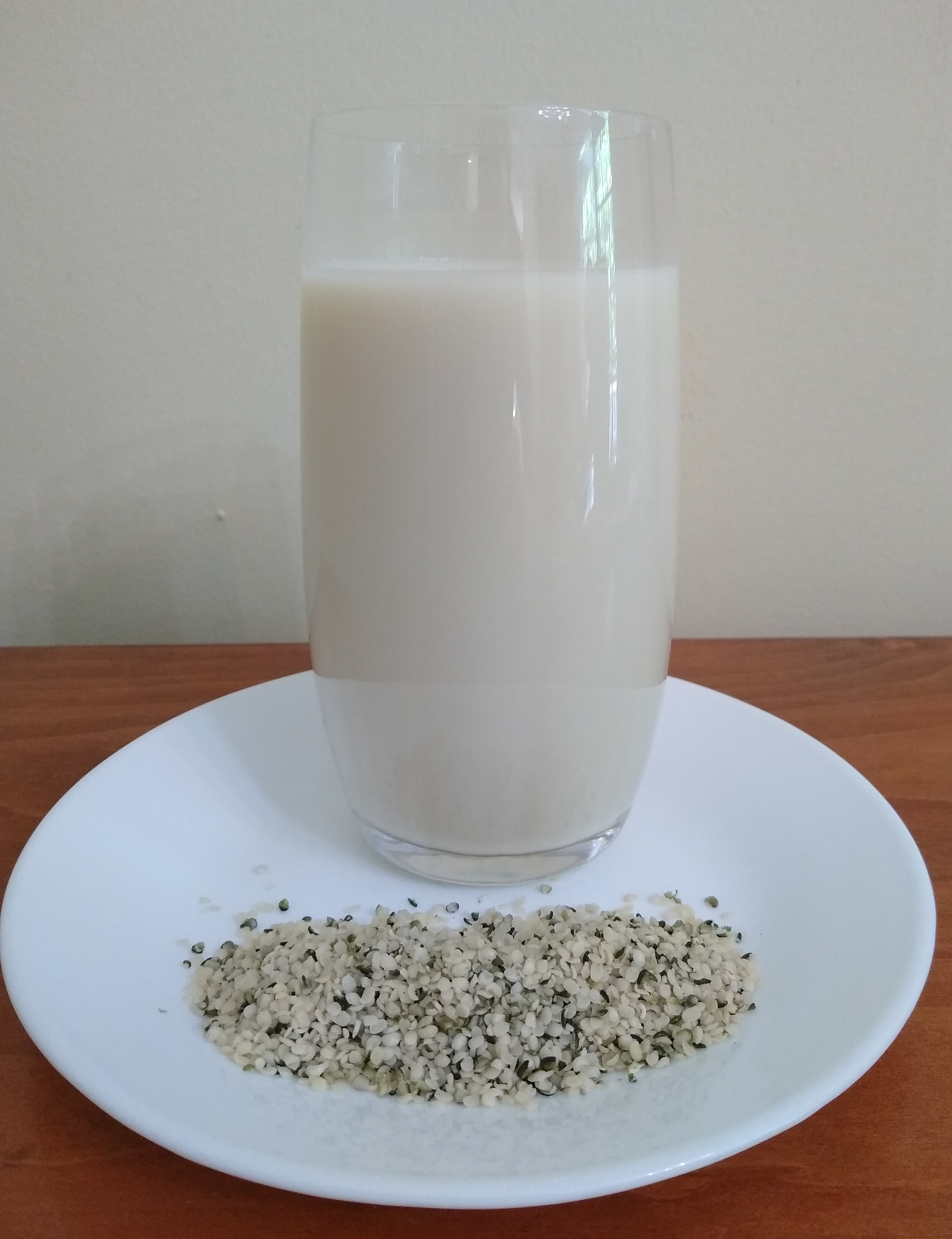
Конопляное молоко

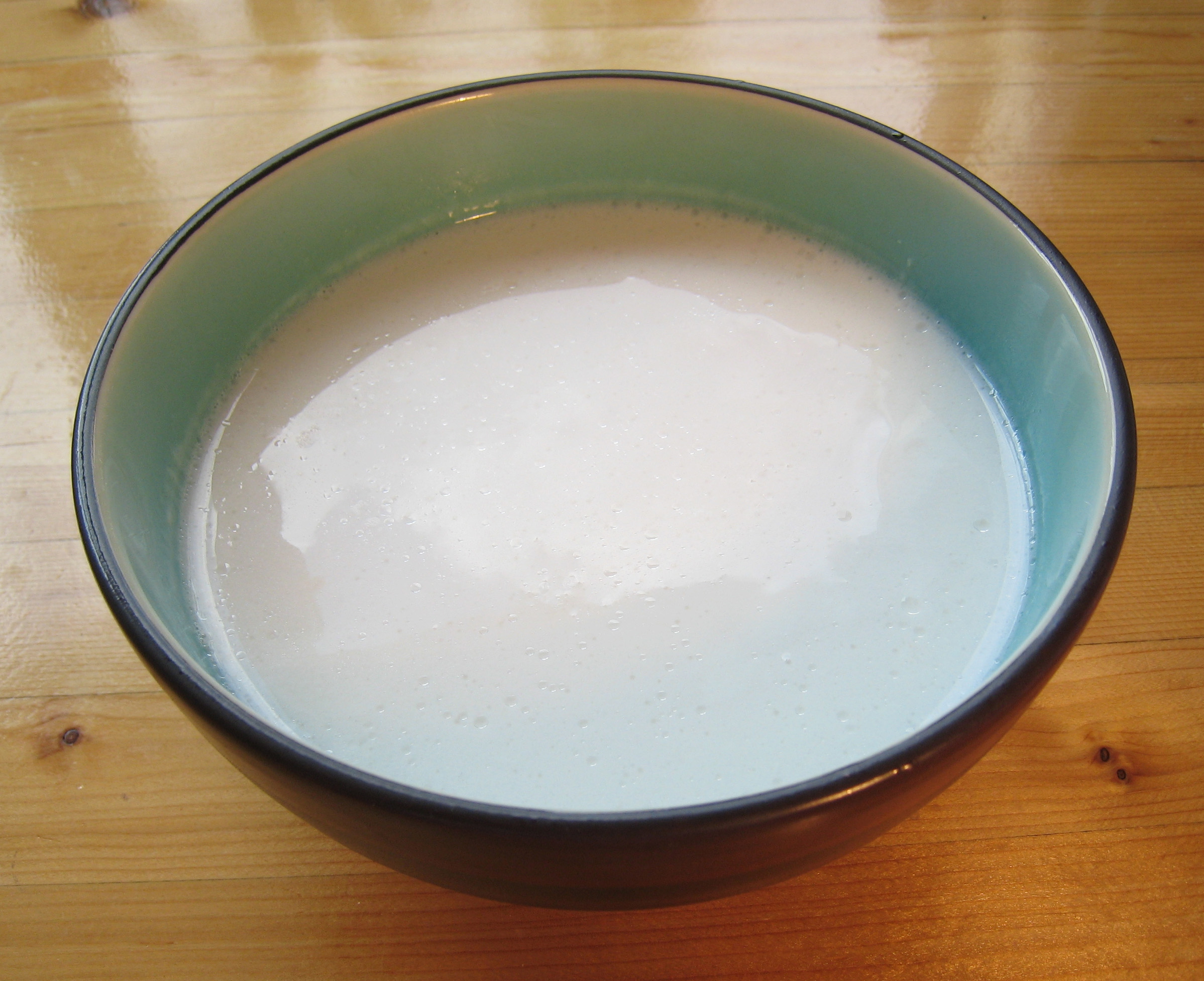
Кокосовое молоко

- растительное молоко — «молочный напиток»: питьё, приготовленное на основе растительного компонента (зерна, семян, орехов и т. п.) с добавлением воды[5][30][31]:
  - злаковое молоко (основано на пророщенных злаках и толокне);
    - тритикале — молоко из гибридных зёрен ржи и пшеницы;
    - молоко из полбы — пшеницы спельта;
    - ржаное молоко;
    - пшеничное молоко;
    - ячменное молоко;
    - овсяное молоко (готовится из овсяной крупы);
    - рисовое молоко (готовится из зёрен риса);
    - также для производства растительного молока используется фонио, кукуруза, просо, сорго, тефф;

  - зернобобовое молоко (изготавливается из семян зернобобовых культур растений);
    - арахисовое молоко (готовится из зёрен-бобов арахиса);
    - гороховое молоко (готовится из зёрен-бобов гороха);
    - соевое молоко (готовится из зёрен-бобов растений соевых культур)[32];➤
    - чечевичное молоко (готовится из зёрен-бобов чечевицы);
    - имеются научные разработки по производству «растительного молока» или «молочного напитка» из семян люпина продовольственного[2][33];

  - ореховое молоко (основано на зёрнах лесного и иных орехов);
    - миндальное молоко (готовится из миндаля — зёрен косточек сливовых деревьев или абрикоса);
    - также для производства орехового молока используется бразильский орех, кешью, фундук, макадамия, пекан, фисташки, грецкий орех;

  - кедровое молоко (готовится из зёрен кедровых орешков);
  - амарантовое молоко (готовится из амарантовых семян или щири́цы — лат. Amaránthus), а также из семян киноа (лат. Chenopōdium quīnoa);
  - гречишное молоко или гречневое молоко (готовится из семян гречихи — лат. Fagopýrum биологического семейства Гречишные);
  - конопляное молоко (готовится из семян конопли);
  - кунжутное молоко (готовится из семян кунжута);
  - маковое молоко (готовится из семян мака);
  - тыквенное молоко (готовится как из зёрен тыквенных семечек, так и из мякоти плода — само́й тыквы);
    - могут также использоваться семена чиа, льна[34], подсолнечника;

  - кокосовое молоко (готовится из мякоти кокосового ореха).

Различные сорта растительного молока выпускается как без добавок, так и с подсластителями, подразделяясь на 3 основных вида:
- обычное (неподслащённое) растительное молоко;
- ванильное растительное молоко;
- шоколадное растительное молоко.

## Возможные негативные реакции
- Как и в иных случаях употребления молока растительного или животного происхождения, возможны некоторые негативные реакции организма человека[27], обусловленные возможной индивидуальной непереносимостью к подобным продуктам или аллергическим реакциям на некоторые составные вещества напитка и фитонцидные элементы растения. В некоторых случаях, связанных с персональной индивидуальностью того или иного организма человека, возможны проявления послабляющего или крепящего эффекта, которые быстро проходят. Лицам с холециститом, панкреатитом, мочекаменной и жёлчнокаменной болезнями — перед употреблением растительного молока, — лучше проконсультироваться с врачом.
- Не все типы растительного молока полезны для всех людей, так как некоторые компоненты — из которых производится напиток, — могут быть алергенными (как ореховое молоко для лиц с непереносимостью орехов) и — соответственно, — такое молоко могут пить не все.
- Излишнее употребление растительного молока не способствует похудению, так как в нём высокое содержание легко усваиваемых углеводов.
- Чрезмерное и неконтролируемое употребление в пищу соевого молока нередко оценивают негативно.
- Поскольку растительное молоко имеет несколько иной состав питательных веществ, чем молоко животного происхождения (как коровье), приобретать (особенно при полном переходе на растительные молочные напитки) нужно лишь продукты обогащённые веществами, которые от природы содержатся и в коровьем молоке: кальцием, витамином D, рибофлавином, витамином A и B12.
- Рекомендуется реже покупать, или не покупать вообще, молочно-растительные напитки с промышленными ароматизаторами и подсластителями при дополнительном содержании большого количества сахара.
- При вскармливании новорождённых ни в коем случае нельзя в полной мере заменять грудное молоко растительным[35].

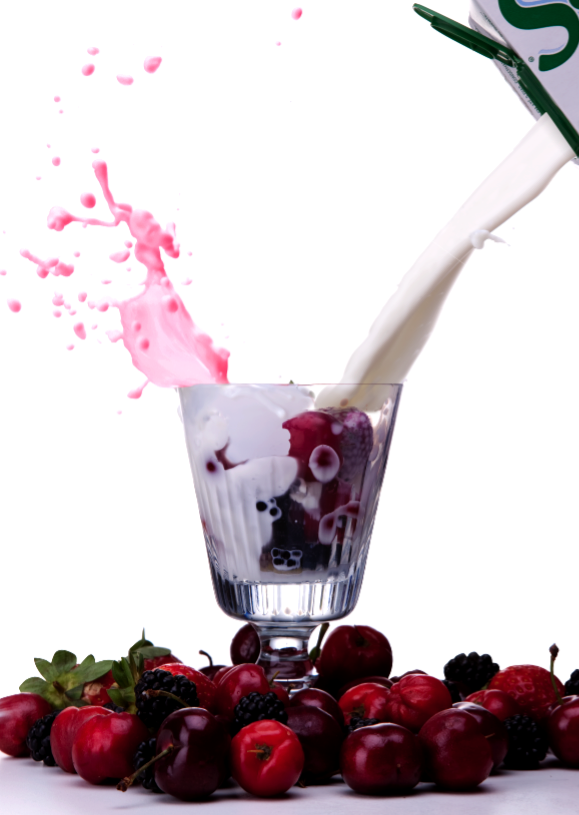
Соевое молоко с ягодами

## Научные исследования
Итальянские исследователи обнаружили, что — при ежедневном приёме 40 грамм соевого белка, на 45 % сокращается частота приливов при менопаузе, но — при этом, — одновременно наличие изофлавонов повышает риск развития рака груди. Однако учёные полагают, что польза от соевого молока гораздо выше, чем возможные и случайные негативные проявления. Исследование 2008 года показало, что у мужчин, дневной рацион которых в среднем наполовину состоит лишь из соевых продуктов, имеют более низкую концентрацию сперматозоидов. Однако критики исследования утверждают: …снижение концентрации сперматозоидов связано с соответствующим увеличением объёма эякулята. Наряду с тенденцией к снижению концентрации сперматозоидов, связанной с употреблением сои, в исследовании также отмечается, что потребление соевых продуктов и изофлавонов не было связано с общим количеством спермы, объёмом эякулята, подвижностью сперматозоидов или их морфологией. Кроме того, клиническое значение полученных результатов ещё предстоит определить. Более поздние исследования (2009—2010) опровергают заявления о том, что соя влияет на качество спермы и плотность костной ткани.
Научно-исследовательским и практическим методом обоснована возможность получения органической формы йода из пророщенной в йодированной среде чечевицы с последующим получением пищевых продуктов в виде растительного молока. В ходе проведённой работы был получен продукт со сбалансированным составом в питательных веществах для организма человека.

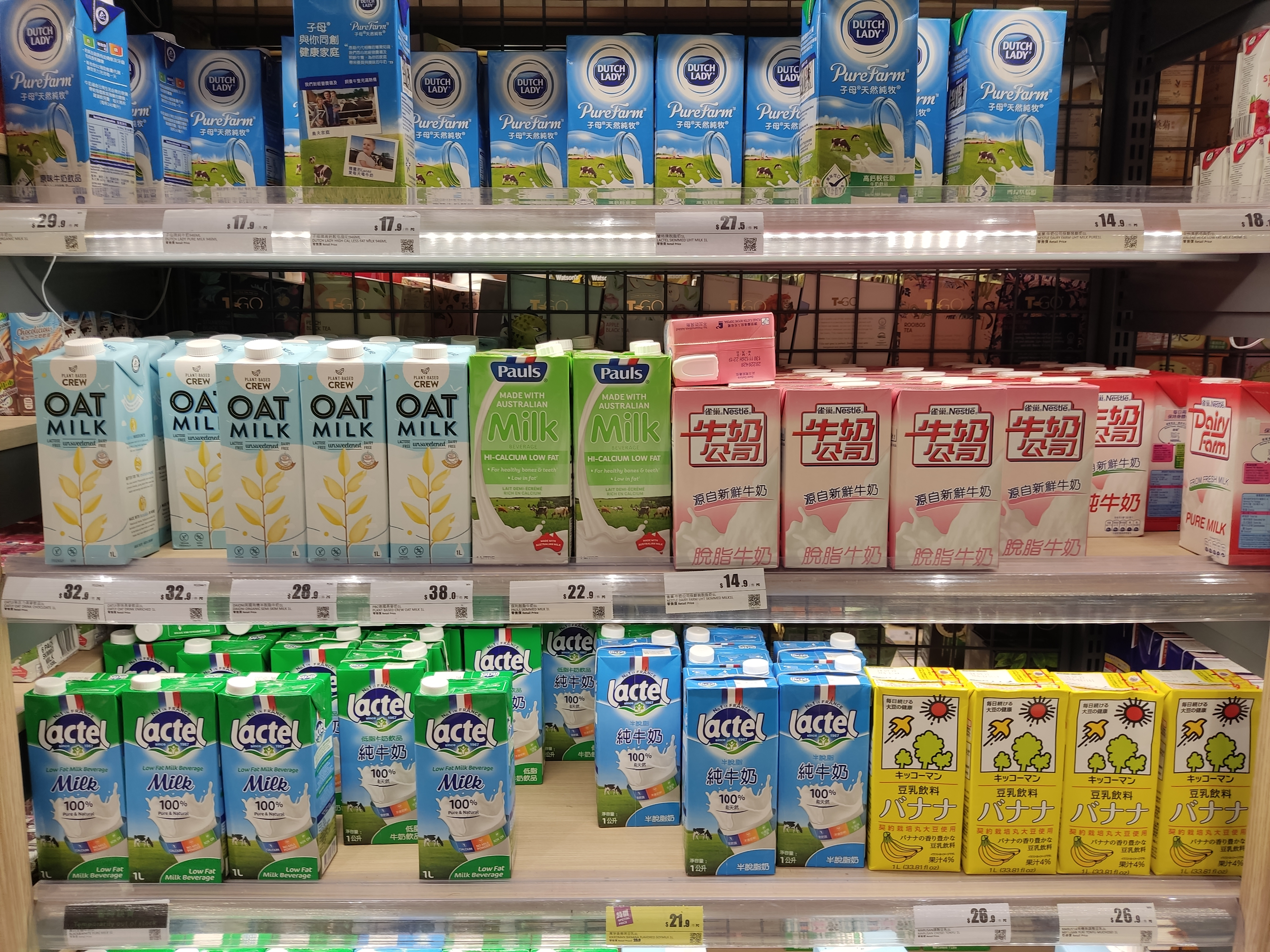
Полки с растительным молоком в магазине

Исследования показывают, что цельно-натуральная растительная диета, включая растительное молоко, полезна для человека: — способствует снижению и дальнейшему предотвращению гипертонии, ожирения, диабета, сердечно-сосудистых заболеваний и некоторых видов «рака» или онкологических заболеваний. При употреблении растительного молока человек чувствует лёгкость и прилив энергии, отсутствие вздутия живота, улучшенное пищеварение, видит более чистый кожный покров, уменьшение симптомов астм, быстрое снижение различных воспалительных процессов в организме и иные преимущества для здоровья

## Всемирный день растительного молока
В 2017 году по инициативе соучредителя британского издания «Новости растений» (англ. Plant Based News) Робби Локки (англ. Robbie Lockie) и в противовес «Всемирному дню молока» было объявлено о «Всемирном дне растительного молока» (англ. World Plant Milk Day), которое стало отмечаться ежегодно — 22 августа. Уже в 2018 году «Всемирный день растительного молока» привлёк внимание миллионов людей по всему миру и помогает ускорить переход от обычного молока к богатому разнообразию альтернатив на растительной основе.